# Dracunculus vulgaris
Arum dragon, Serpentaire commune
Espèce
Statut de conservation UICN

 LC  : Préoccupation mineure
Dracunculus vulgaris est une espèce de plantes de la famille des Araceae, proche du genre Arum.
Elle est aussi appelée serpentaire commune, petit dragon commun ou gouet serpentaire.

## Nomenclature
L’espèce a été décrite par Schott sous le nom de Dracunculus vulgaris dans Meletemata Botanica 1: 17, en 1832.
Cette espèce a cependant été initialement décrite par Linné en 1753 sous le nom Arum dracunculus L. dans son Species Plantarum 2 :964 en 1753, correspondant à l’« arum dragon » d’Europe méditerranéenne. Au début du XIXe siècle, Heinrich W. Schott, spécialiste des Aracées, entreprend de réviser la classification de cette famille. Dans Meletemata Botanica (1832), il avance le genre Dracunculus (nom inspiré du latin dracunculus signifiant « petit dragon ») pour distinguer certains Arum à feuilles profondément divisées et à longue inflorescence en forme de dragon.
Bien qu’Arum dracunculus L. (1753) soit l’appellation la plus ancienne pour cette espèce, ce n’est pas le nom accepté aujourd’hui en raison du changement de genre et d’une règle nomenclaturale essentielle. En effet, lorsque l’espèce a été transférée du genre Arum au genre Dracunculus, on se heurte à la règle interdisant les tautonymes en botanique (Article 23 du CIN, ex-ICBN). Un tautonyme est un binôme dont le nom de genre et l’épithète spécifique sont identiques (répétition exacte) – pratique tolérée en zoologie mais interdite en botanique. Si l’on avait conservé l’épithète dracunculus en changeant de genre, l’espèce serait devenue Dracunculus dracunculus, ce qui constitue un tautonyme non valide.
TypificationNi Linné en 1753 ni Schott en 1832 n’avaient désigné de type (spécimen) pour ces noms, conformément aux pratiques de leur époque. Le Species Plantarum de Linné repose souvent sur des collections de référence et des illustrations antérieures (synonymes selectifs). Dans le cas de Arum dracunculus L., Linné cite les descriptions d’auteurs comme Caspar Bauhin  (Dracunculus polyphyllus) ou Dodoens (Dracontium). Afin de fixer l’usage du nom, une lectotypification a été effectuée récemment par Ferrer-Gallego & Laguna  (2018) qui ont désigné un spécimen de l’herbier d’Adriaan van Royen conservé au muséum de Leiden (L) comme lectotype de Arum dracunculus L. (donc de Dracunculus vulgaris). Ce choix s’appuie sur l’examen du matériel original consulté par Linné et des sources citées dans le protologue. Le spécimen lectotype choisi correspond sans ambiguïté à l’“arum dragon” méditerranéen, garantissant l’application stable du nom. Avant cette étude, la typification du nom restait non résolue.

## Description

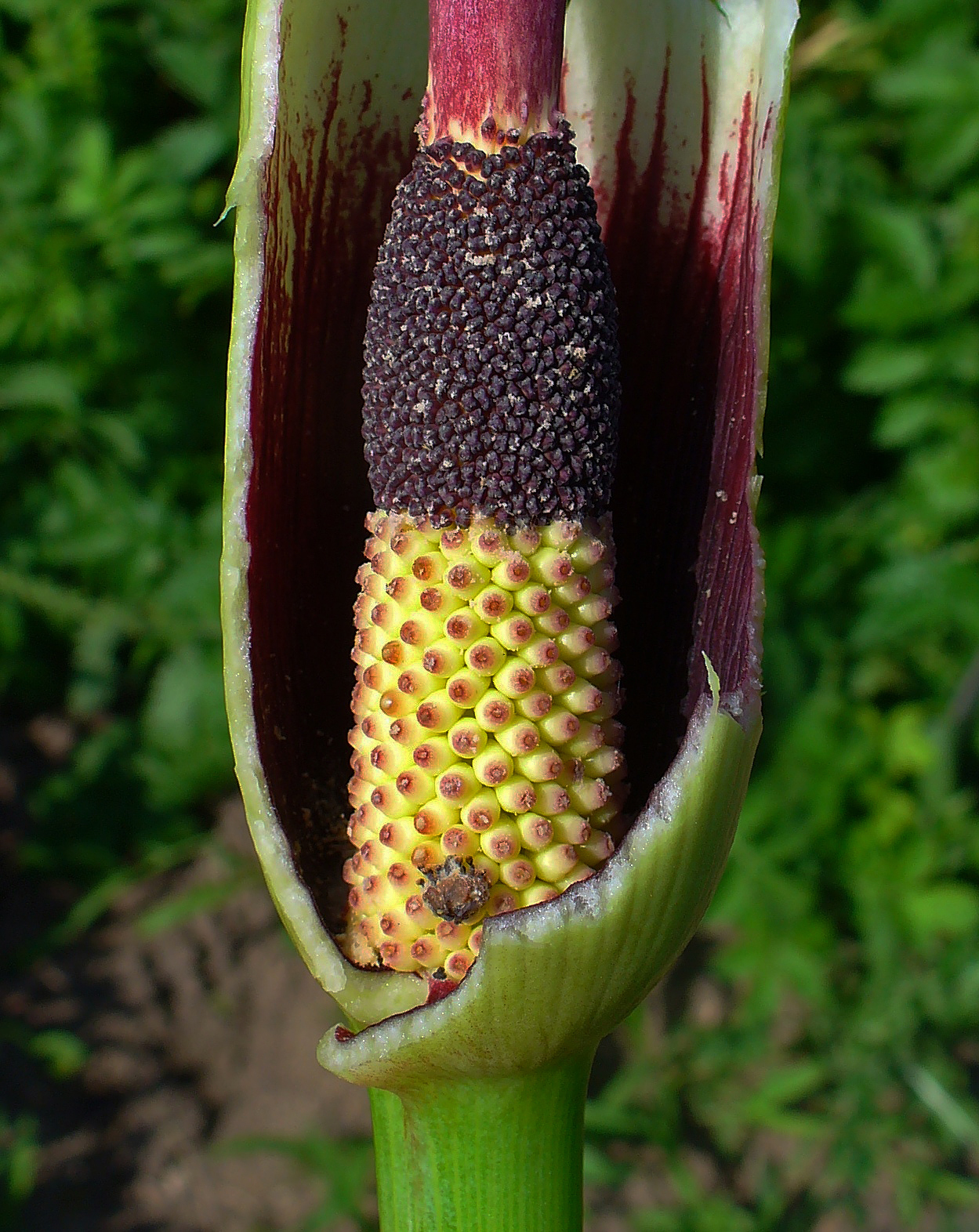
Coupe dans un spathe de Dracunculus vulgaris : le spadice porte à la base des fleurs femelles jaunes, surmontées de fleurs mâles noires. La longue partie supérieure du spadice, de couleur pourpre, ne porte pas de fleurs (partie stérile)

De croissance rapide, la plante a une taille de 0,6 à 1,2 m de haut. C'est une plante vivace herbacée à racine tubéreuse dont le feuillage disparait après la floraison (un géophyte).
Elle présente une grosse tige mouchetée de pourpre avec plusieurs feuilles digitées, pédatiséquées, incurvées, à 9-13 lobes à pétiole engainant. Le limbe est tacheté de blanc le long des nervures qui sont vert clair.
Une unique inflorescence de 30 à 60 cm (voire plus) apparaît au printemps ou au début de l'été suivant le climat. La spathe est rouge pourpre à l'intérieur et verte à l'extérieur ; elle entoure le spadice pourpre presque noir portant les fleurs unisexuées dans la partie inférieure et un long appendice stérile au-dessus. La base de la spathe forme une chambre florale contenant les fleurs femelles en bas et les fleurs mâles au-dessus.
Comme beaucoup d'aracées, l'inflorescence dégage une odeur de viande en décomposition pour attirer les insectes pollinisateurs, principalement les mouches.
Les fruits sont des baies rouge-orangé à maturité, toxiques.

## Répartition
Cette espèce est originaire de l'Est de l'Europe méditerranéenne, de l'Albanie à la Crète et la Turquie. Elle est naturalisée plus à l'ouest, notamment en Italie, dans le Midi de la France et en Corse, ainsi qu'en Afrique du Nord.
Elle pousse naturellement aussi bien en terrain aride (maquis, garrigue) que sous le couvert de feuillus.

## Pollinisation
Comme beaucoup d'Aracées, le Dracunculus vulgaris produit de la chaleur au niveau de son inflorescence au moment de la floraison par un processus métabolique nommé thermogenèse. Les fleurs femelles sont matures avant les fleurs mâles (protogynie) et sont fécondées par le pollen transporté par des insectes qui pénètrent dans la chambre florale.
L'anthèse se fait sur deux jours :
1. le début de l'ouverture de la spathe se situe une première nuit quand la température de la chambre florale augmente (3,7 °C de plus que la température ambiante)
2. le premier jour, l'appendice (extrémité du spadice) dégage de la chaleur et des odeurs
3. la seconde nuit, la température de la chambre florale augmente à nouveau (8,4 °C de plus que la température ambiante), l'appendice n'émet plus de chaleur ni d'odeur
4. le second jour, la séquence se termine, les insectes s'échappent de la chambre

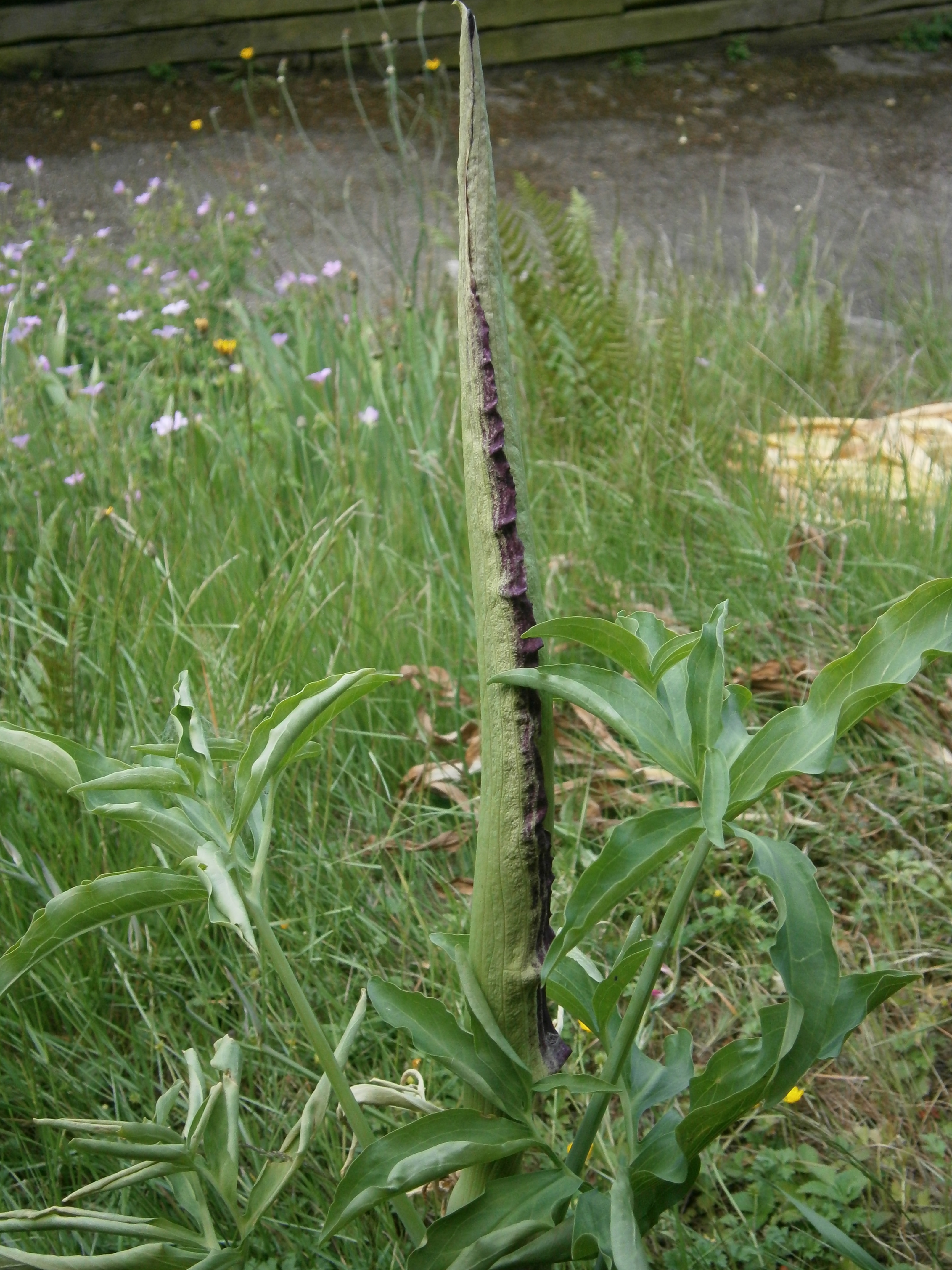
spathe fermée
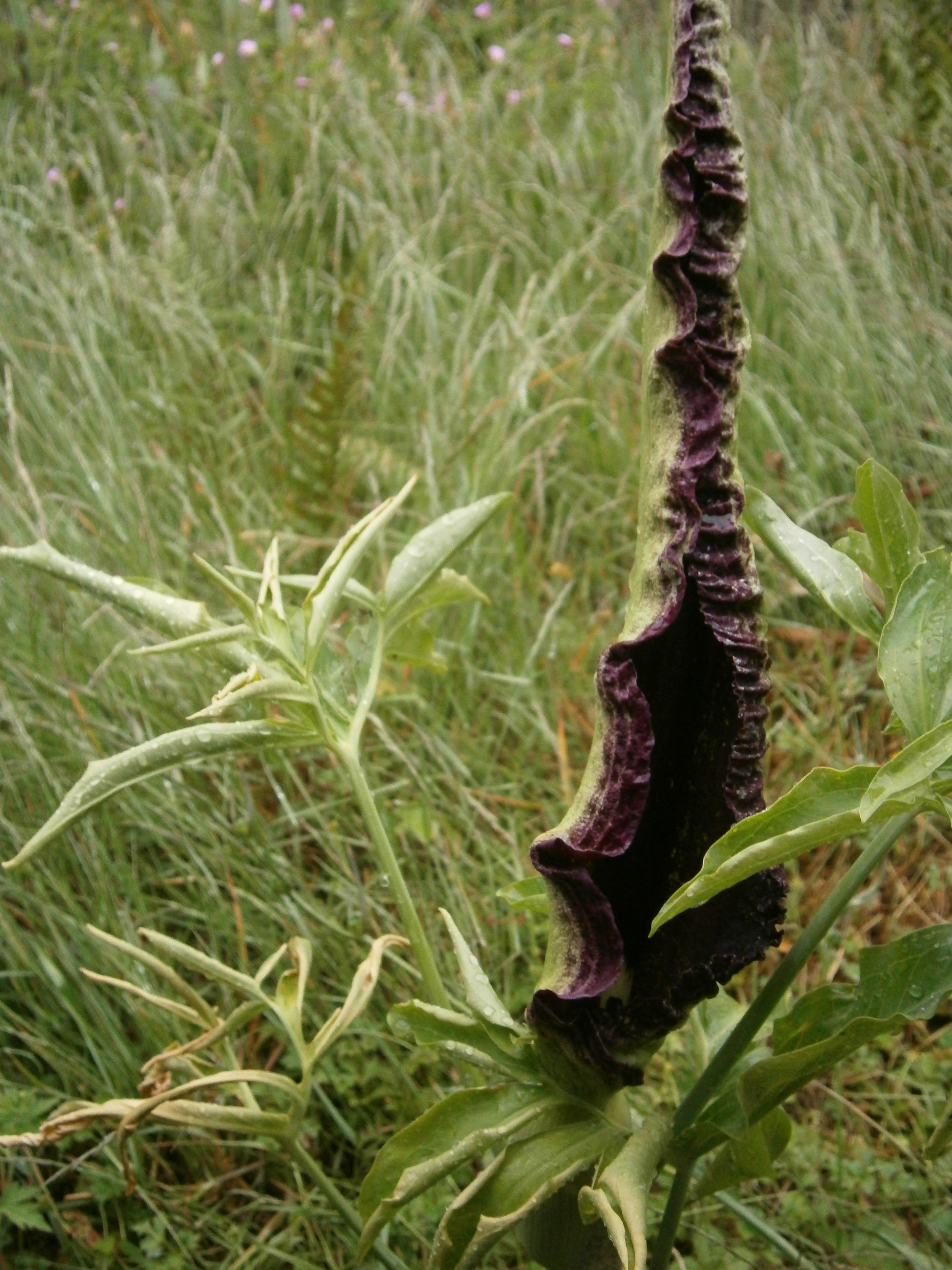
ouverture de la spathe
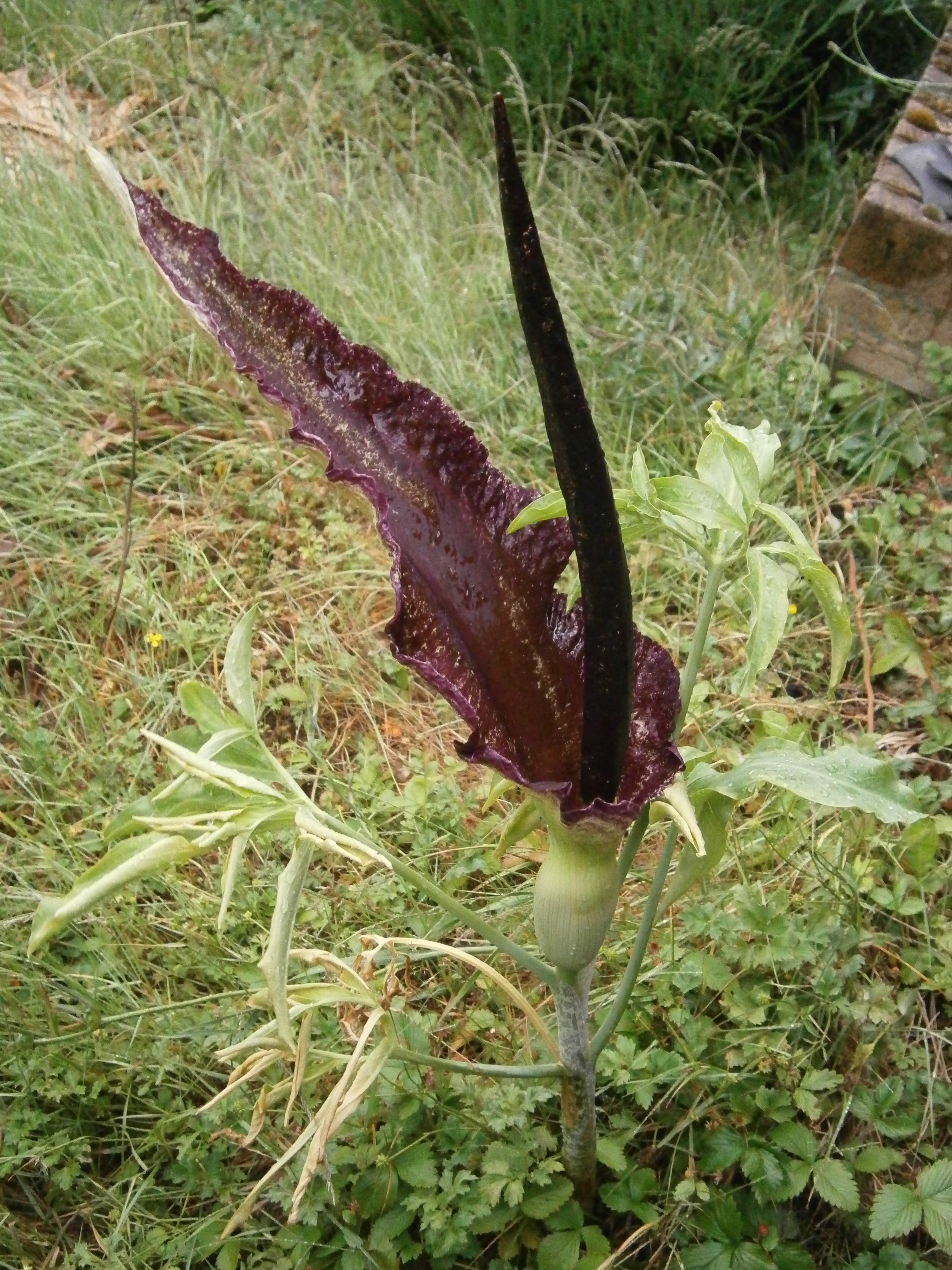
jour 1
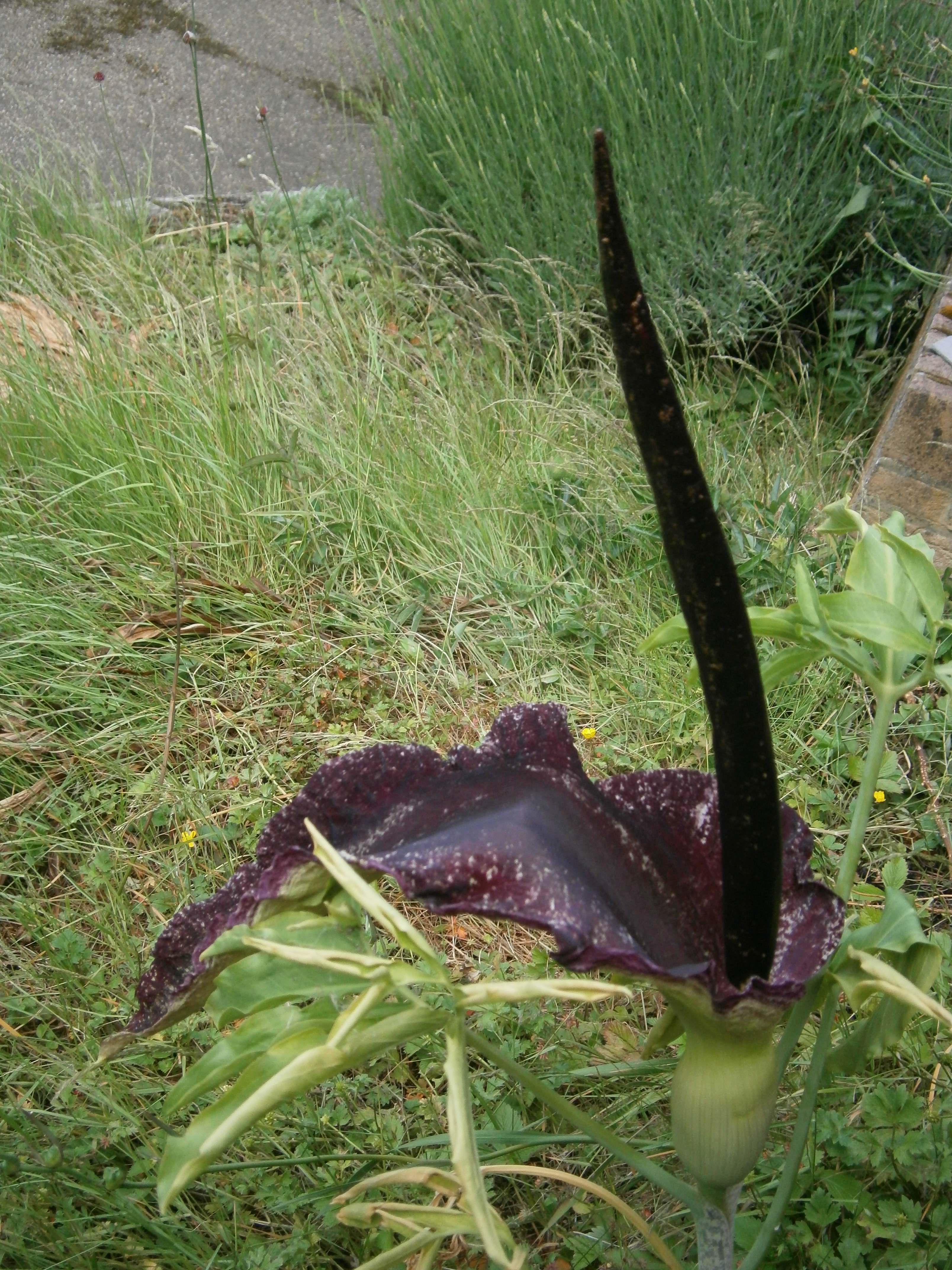
jour 2
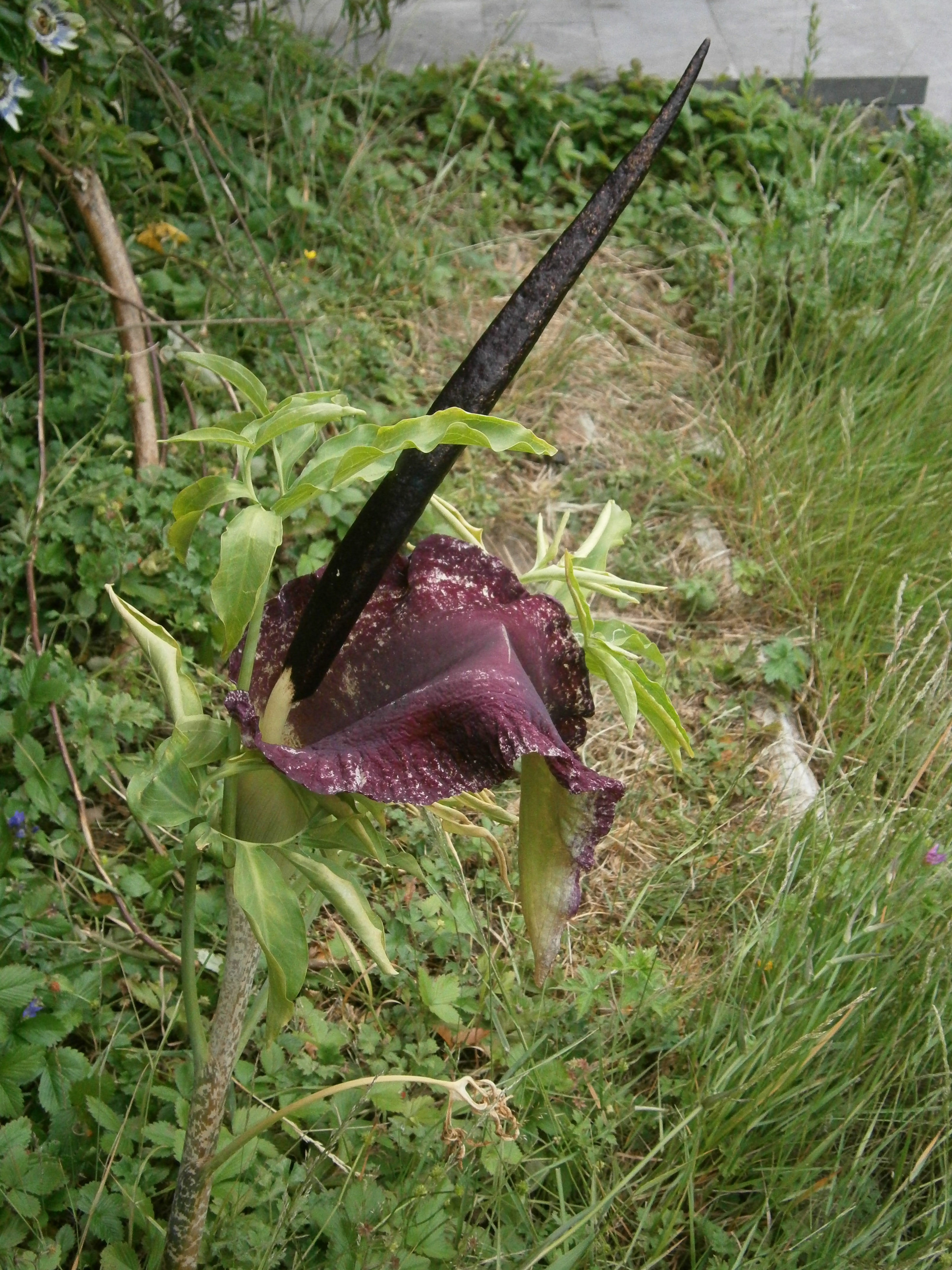
jour 3
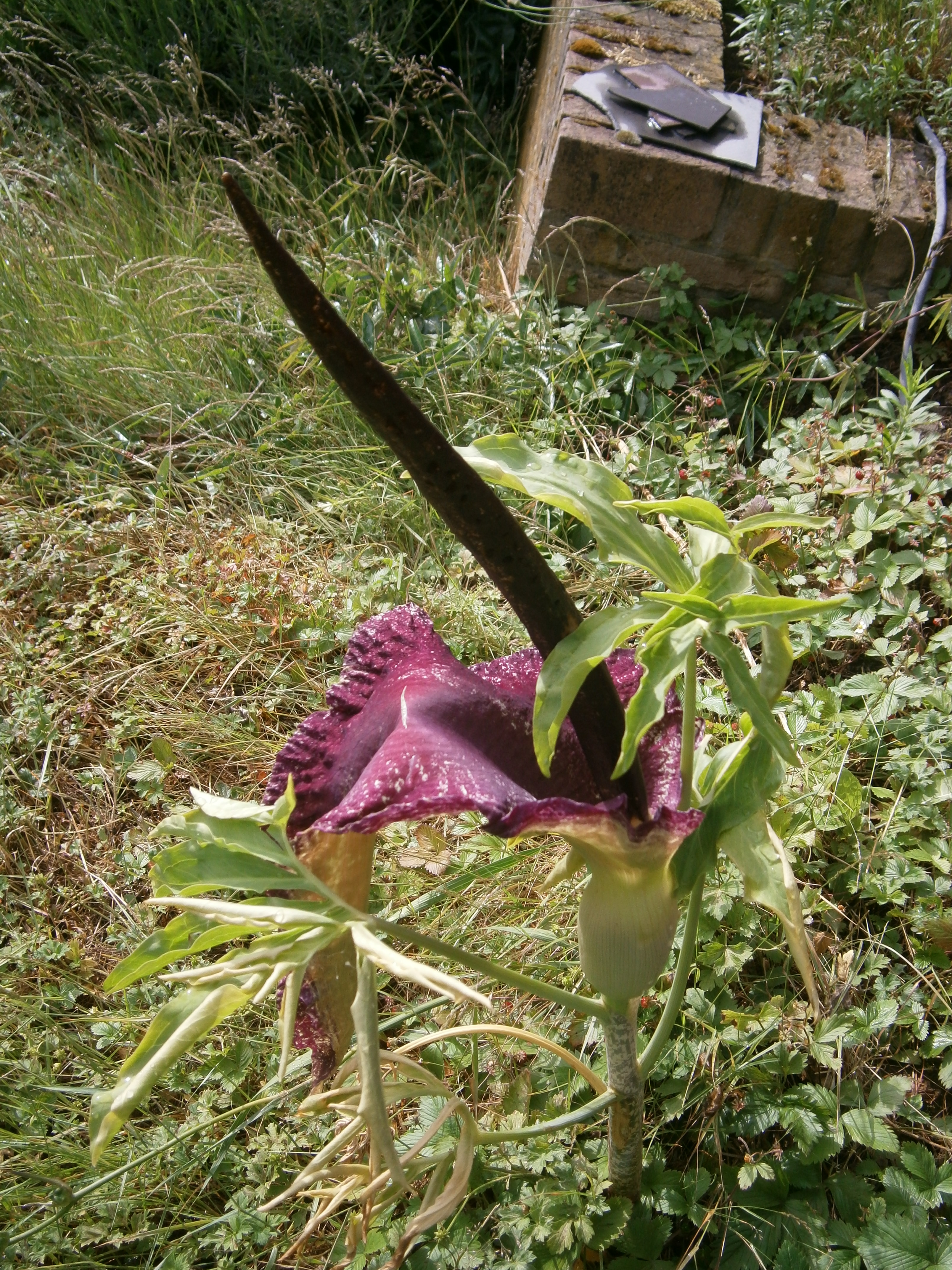
jour 4
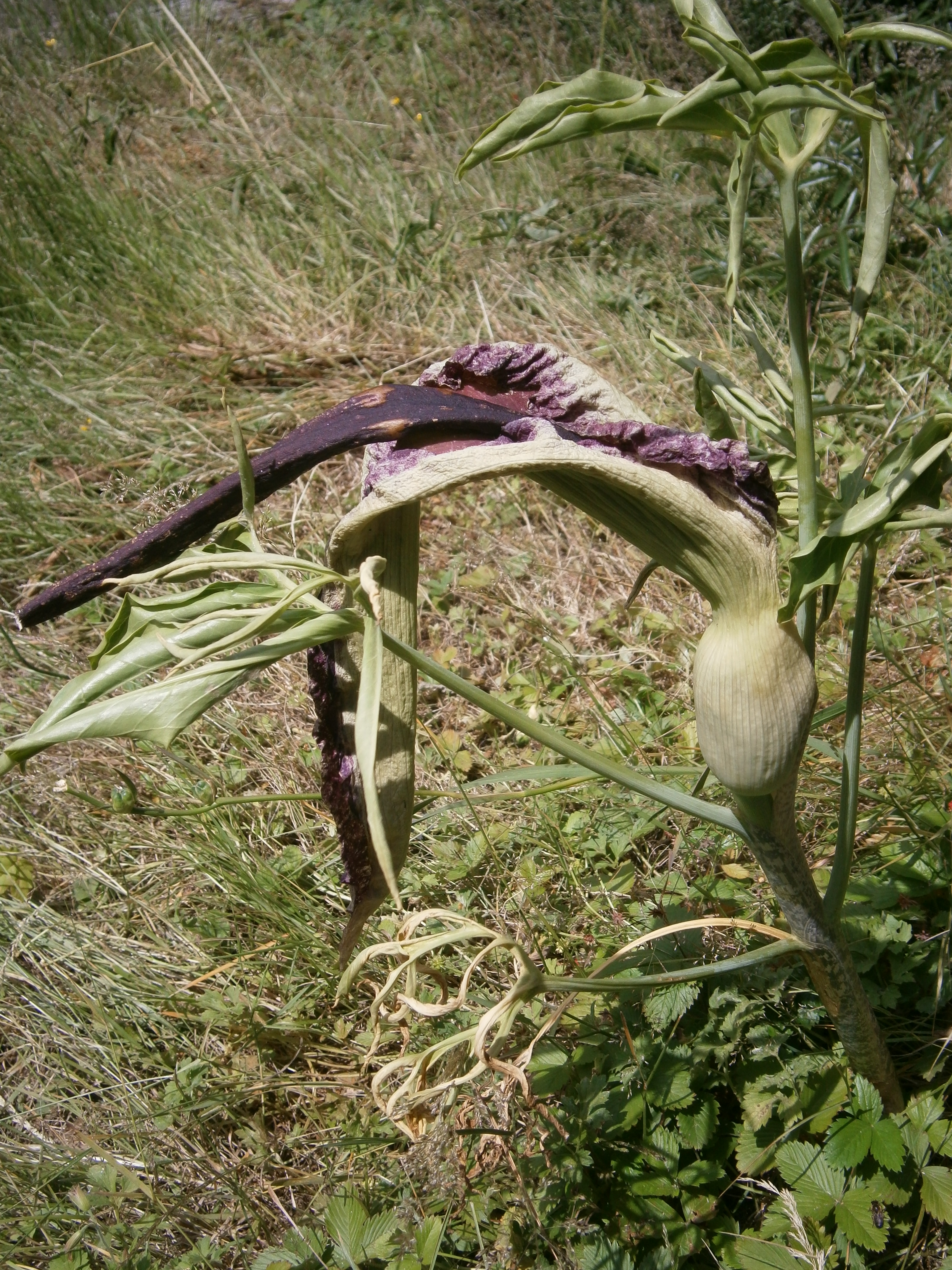
fané

Le premier jour les odeurs de charogne émises par l'appendice attirent un grand nombre de mouches et de coléoptères qui se posent sur la spathe. Les coléoptères en général glissent et tombent dans la chambre florale et ne peuvent en sortir avant le second jour. S'ils sont porteurs de pollen venant d'une autre fleur, ils assurent une fécondation croisée des fleurs femelles. Celles-ci ne peuvent d'ailleurs être fécondées que ce jour-là. Le lendemain, les insectes, dans leurs efforts pour sortir, se couvrent de pollen que les fleurs mâles ont alors relâché.
L'appendice et la chambre florale s'échauffent de manière différente. Alors que la consommation d'oxygène de l'appendice est directement liée à la température ambiante, pour la chambre florale la relation est inverse. La température de la chambre la seconde nuit est maintenue à 18 °C.
Pour Seymour & Schultze-Motel, la production de chaleur de l'appendice est liée seulement à la production d'odeur pour attirer les pollinisateurs, alors que le réchauffement de la chambre florale est directement lié au maintien de l'activité des insectes.

## Utilisation
Le Dracunculus vulgaris est cultivé pour l'ornement.

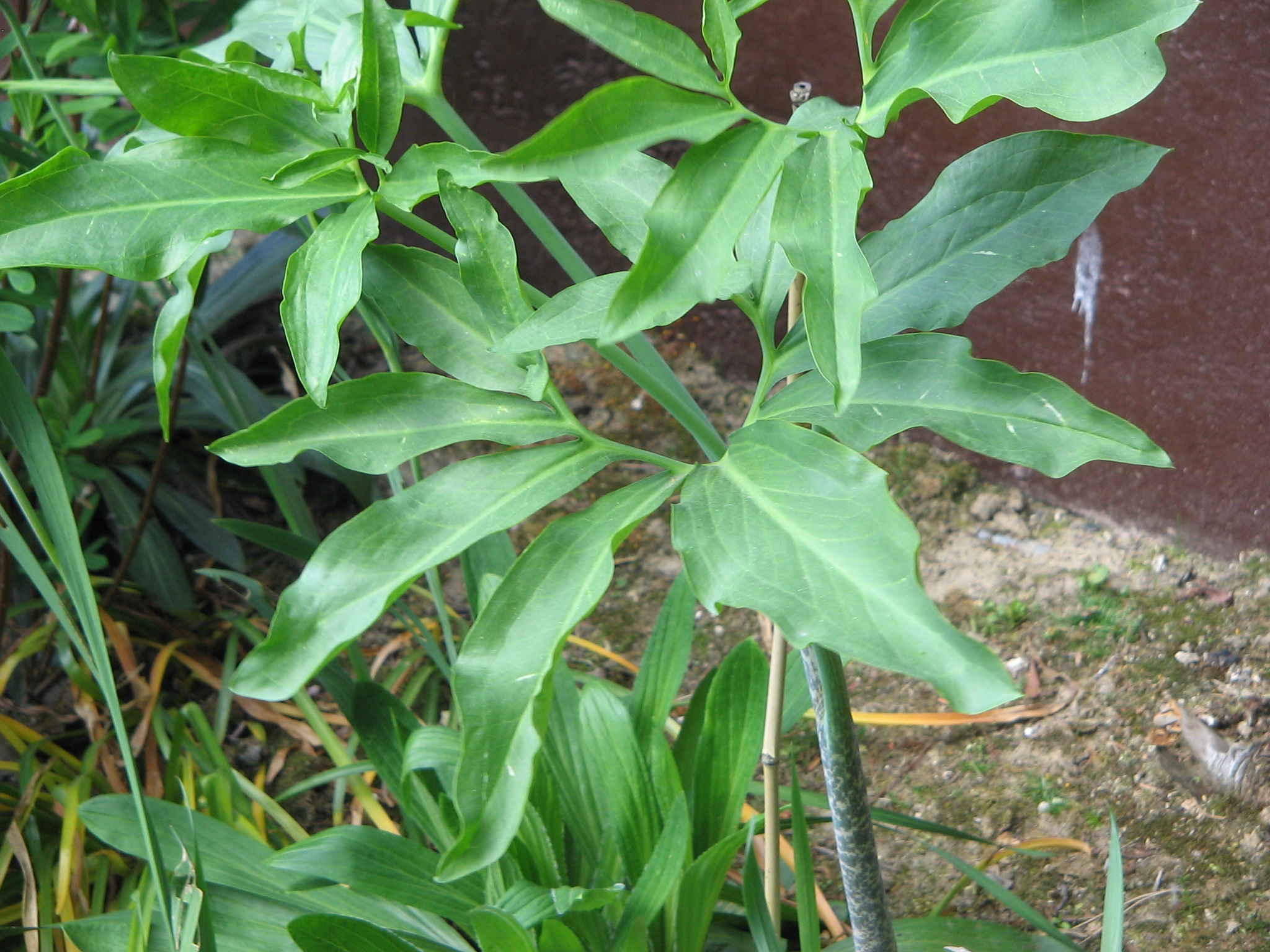
Les feuilles
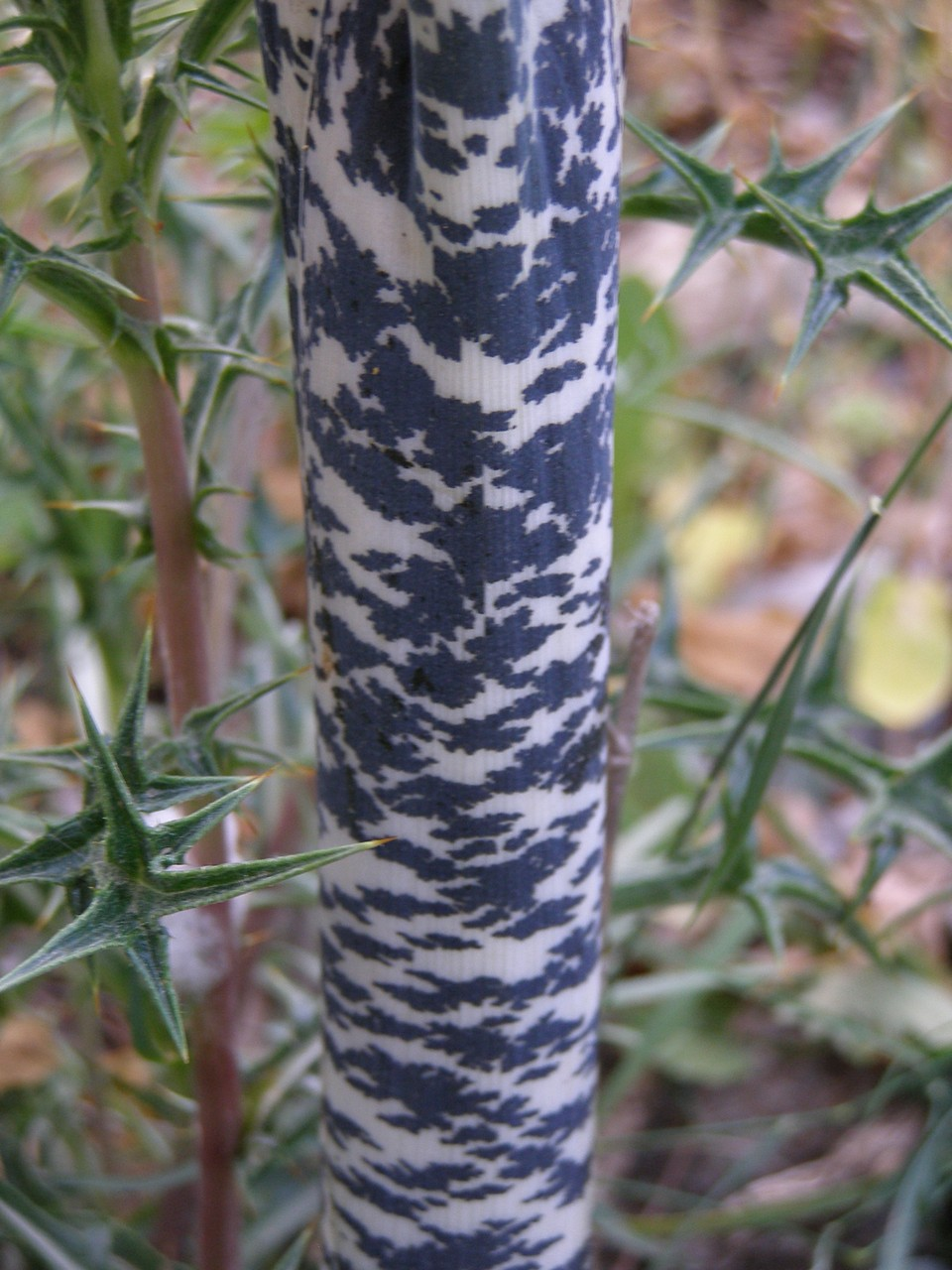
Tige tachetée comme une peau de serpent
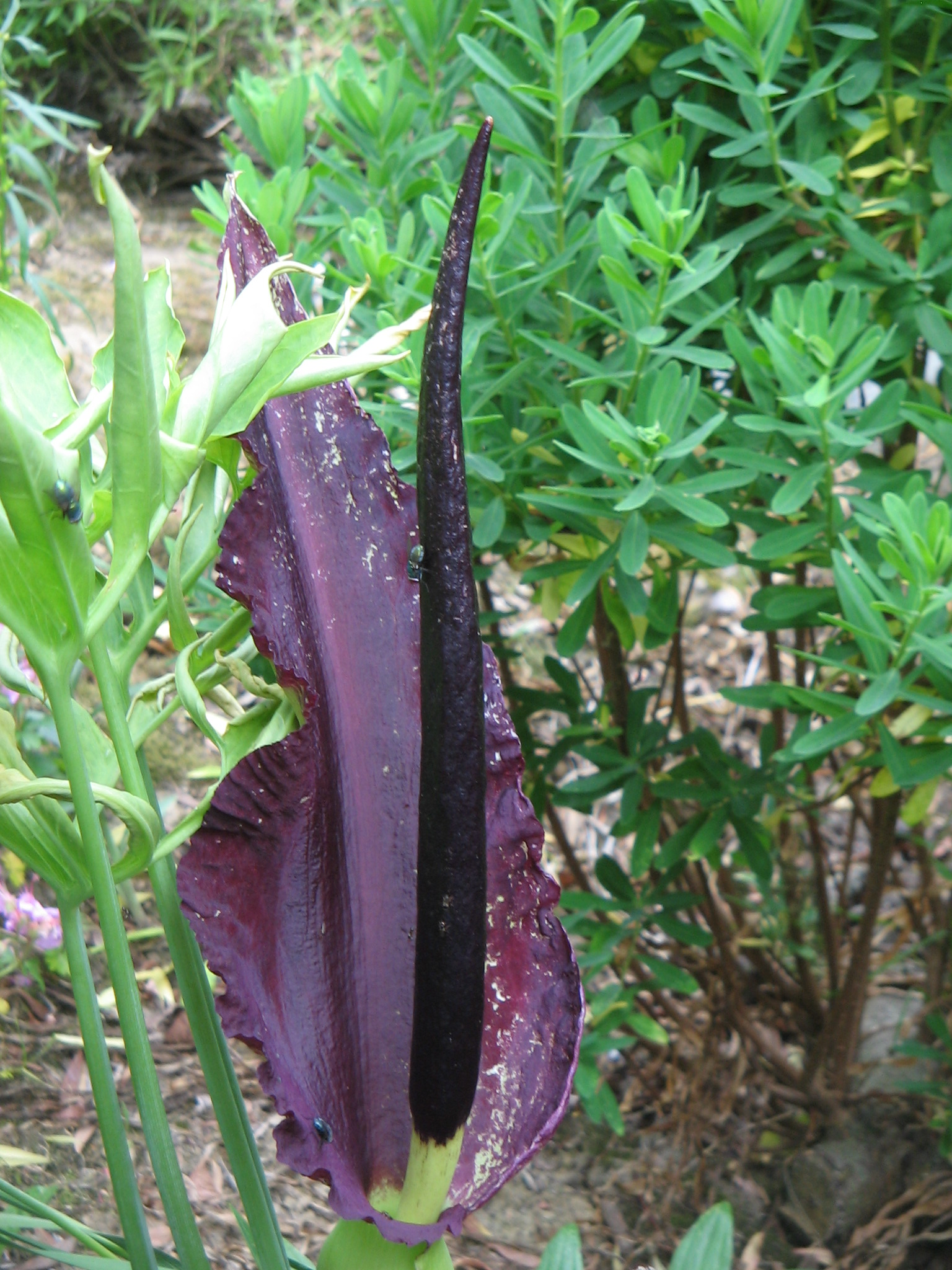
L'inflorescence : spathe ouverte et appendice stérile
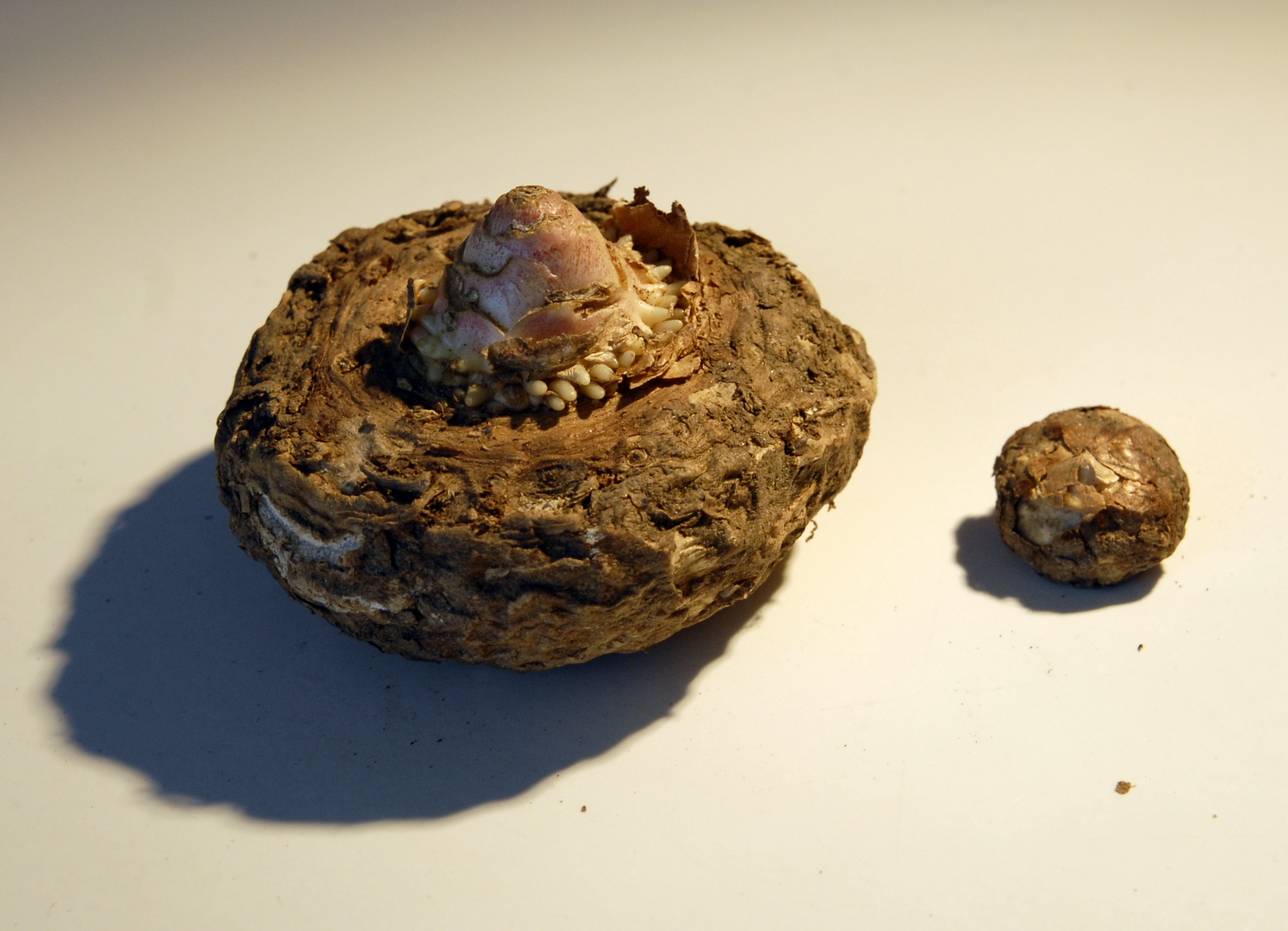
Tubercules

- Culture

La plantation s'effectue au moment où la plante entre en repos en automne en sol bien drainé au soleil ou à mi-ombre.
La serpentaire commune peut croître jusqu'en zone USDA 7-6.

## Histoire
Le médecin grec du Ier siècle, Dioscoride, donne une description du drakontia qui peut désigner soit le Dracunculus vulgaris soit un gouet (Arum italicum ou Arum maculatum). Ces plantes sont efficaces pour traiter les polypes dans le nez, les spasmes, la toux, les fractures, les catarrhes, etc.
Le naturaliste romain, de la même époque, Pline l'Ancien, rapporte, comme souvent, des croyances populaires. Pour lui, « la plante dracunculus (arum serpentaria) est marquée des mêmes couleurs que les vipères ».
« … elle offre une propriété merveilleuse : au printemps, lors de la première mue des serpents, elle s'élève de terre à la hauteur de deux pieds, puis elle se renfonce dans le sol avec eux et, dès qu'elle est complètement cachée, aucun serpent ne paraît ». (H.N. tome II, livre 25)

## Synonymes
- Arum dracunculus L.
- Dracunculus creticus Schott
- Dracunculus dracunculus (L.) Voss
- Dracunculus major Garsault